# Qualcuno mi può giudicare
Qualcuno mi può giudicare è stato un programma trasmesso su Raitre dal 19 gennaio al 9 febbraio 1998. Il programma ha visto alla conduzione Caterina Caselli, affiancata da Red Ronnie. La regia è di Paolo Beldì. 
Il programma ripercorre le storie, le emozioni, i segreti della musica, dello spettacolo e della società italiana tra gli anni 60 e 90 del XX secolo, raccontati dalla stessa Caselli. Tra gli ospiti che hanno partecipato alle quattro puntate ricordiamo: Paolo Conte, Francesco Guccini, Raf, Gianni Morandi, Enrico Ruggeri, Umberto Tozzi, Laura Branigan, Maurizio Vandelli, la Premiata Forneria Marconi, i Nomadi, Pierangelo Bertoli, Francesco Baccini, Nada, Ricky Gianco, Shel Shapiro, Iva Zanicchi, Bobby Solo e Orietta Berti, oltre ad alcuni degli artisti lanciati da Caselli come Andrea Bocelli, Gerardina Trovato, la Piccola Orchestra Avion Travel e una giovane Elisa.